# Châteauroux
Châteauroux [šatórú] je město ve Francii, leží v regionu Centre-Val de Loire v départementu Indre, jehož je hlavním městem. Má 44 960 obyvatel (rok 2012), ti se nazývají Castelroussins. Severně od Châteauroux se nachází letiště Marcela Dassaulta v Déols (IATA: CHR; ICAO: LFLX), které však slouží výhradně nákladní přepravě.
Nejznámějším místním rodákem je francouzský herec Gérard Depardieu. Ve městě sídlí vysoká škola se dvěma fakultami, akademie umění a fotbalový klub LB Châteauroux.

## Geografie
Sousední obce: Saint-Maur, Déols, Étrechet a Le Poinçonnet.
Město obtéká řeka Indre, podél řeky jsou četné parky.

## Historie
V blízkosti starší obce Déols založil kolem roku 920 hrabě Raoul le Large klášter a roku 937 hrad, který nese jeho jméno. Kolem hradu vznikla osada obchodníků a řemeslníků, zejména tkalců.
V 19. století bylo město napojeno na železnici a vznikal zde průmysl. Roku 1939 přijalo město přes 2000 uprchlíků ze španělské občanské války, hlavně žen a dětí. V letech 1951–1967 bylo blízké letiště Chateauroux-centre jednou z nejvýznamnějších základen amerického letectva v Evropě, od roku 1967 slouží nákladní dopravě, tréninku pilotů a opravám letadel.

## Pamětihodnosti
- Hrad Château Raoul, od něhož se odvozuje jméno města, byl založen v 10. století a přestavěn na zámek s parkem kolem roku 1450.
- Château du Parc, zámek s parkem z 15.–18. století na západním okraji města.
- Kostel Saint-Martial ze 13.–16. století
- Couvent des Cordeliers, bývalý františkánský klášter ze 13. století, dnes umělecká škola a galerie.
- Kostely Saint-André a Notre-Dame v historizujícím slohu z 19. století

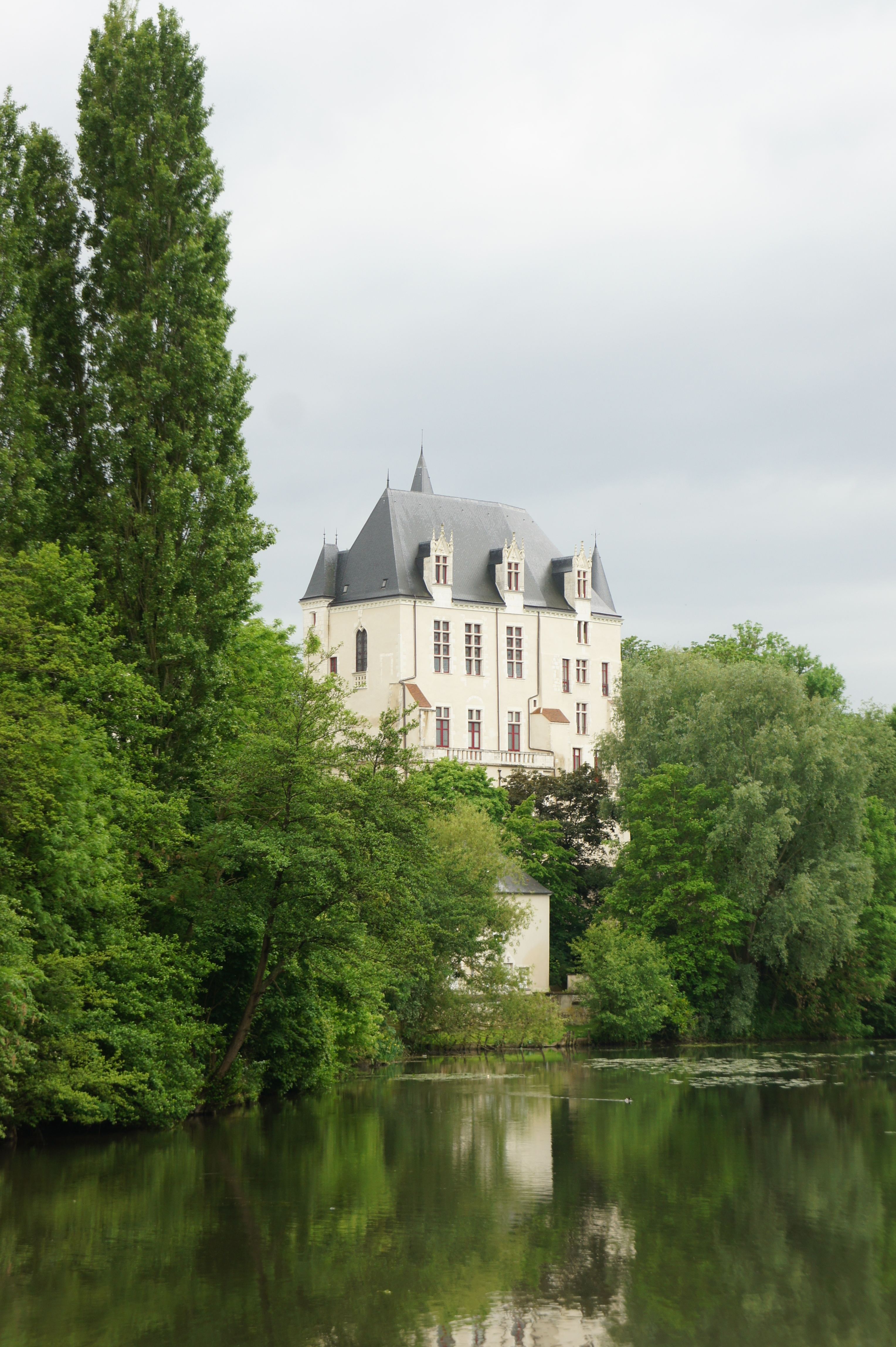
Château Raoul
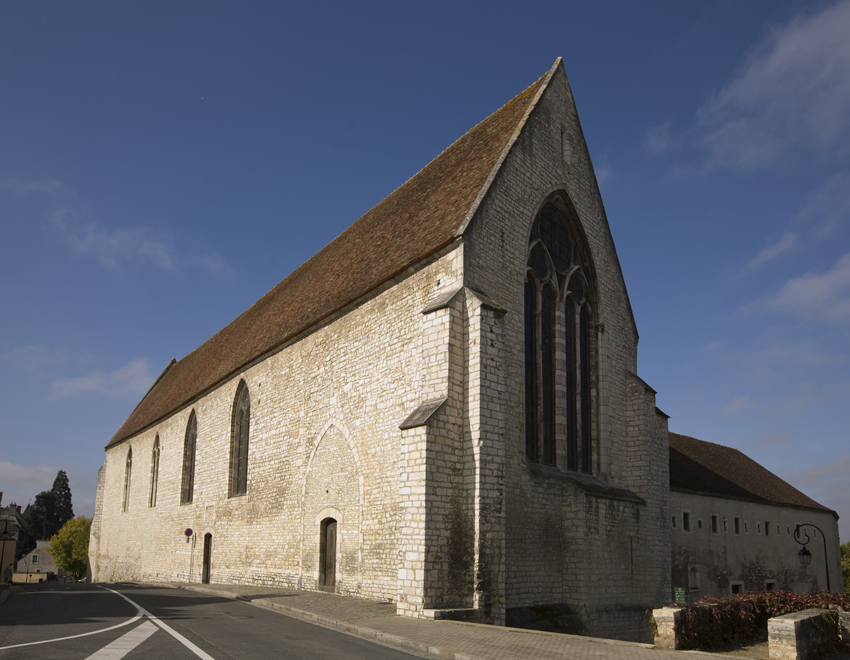
Couvent des Cordeliers
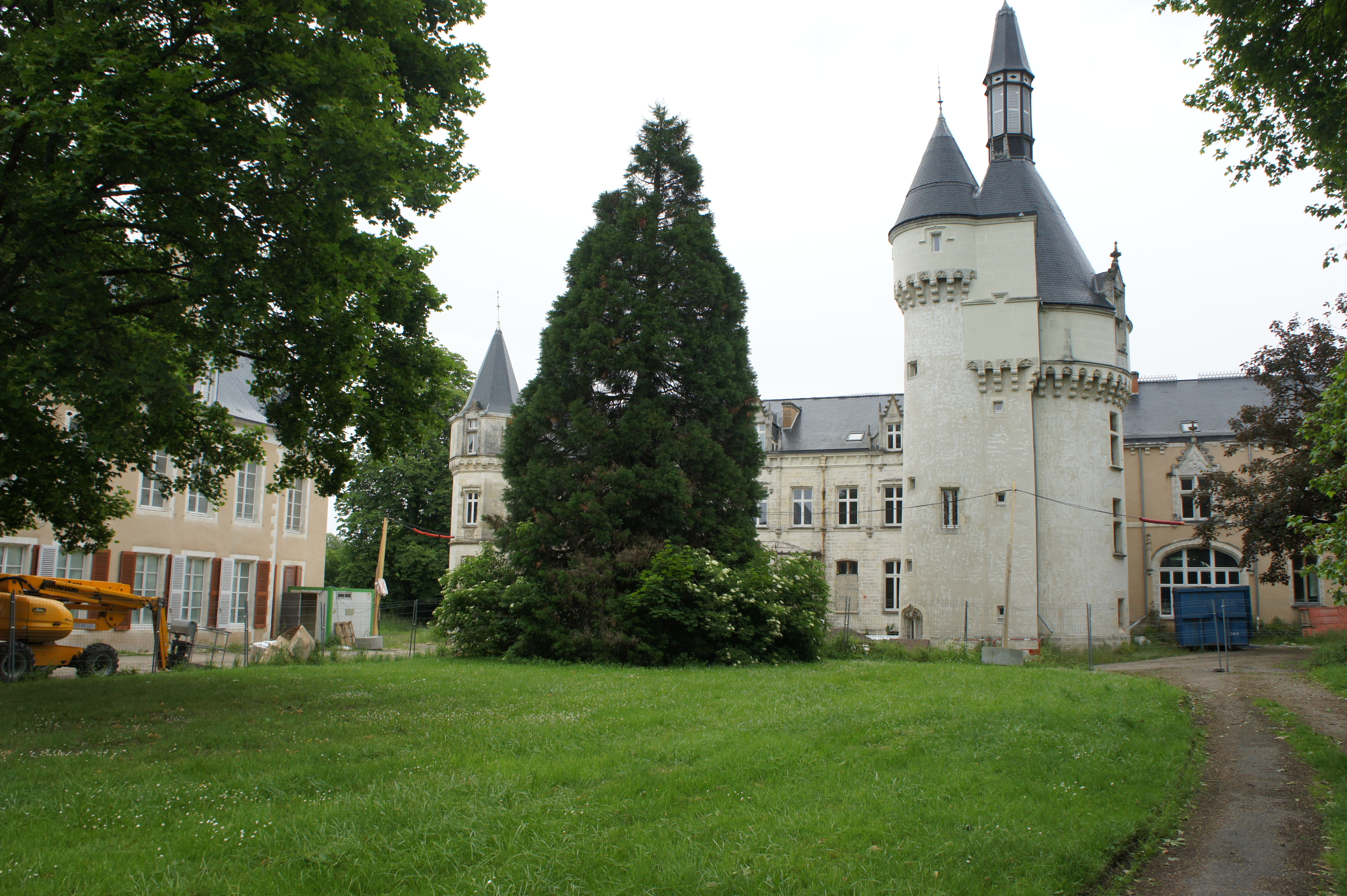
Château du Parc
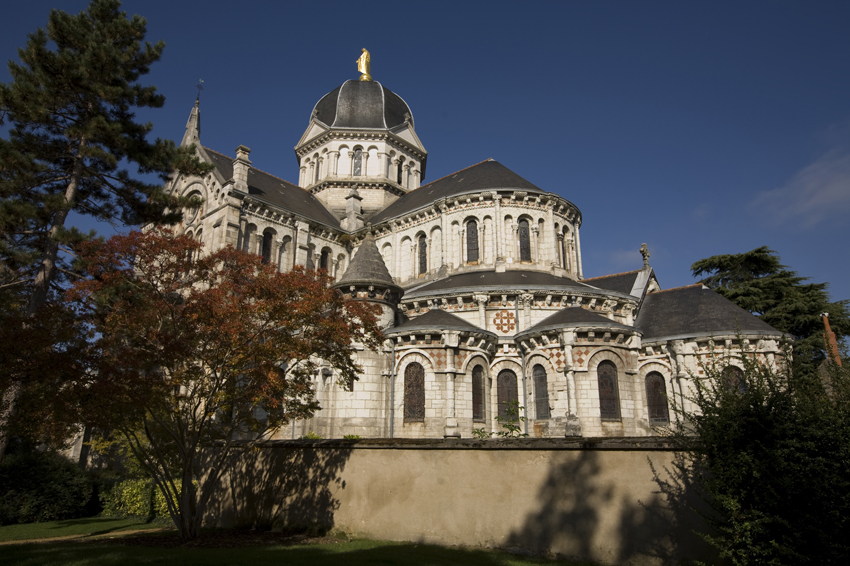
Kostel Notre-Dame

## Demografie
Počet obyvatel
<

## Partnerská města
- Bittou, Burkina Faso
- Gütersloh, Německo
- Olštýn, Polsko